# Titan (företag)
Titan A/S var ett danskt verkstadsföretag och gjuteri som bildades den 30 mars 1897 genom en fusion av aktiebolagen Koefoed og Hauberg och Marstrand Helweg & Co.
Företaget, som låg på Nørrebro i Köpenhamn, tillverkade hissar, lyftkranar och generatorer. Hissarna exporterades till bland annat Storbritannien, Sverige och Norge.
År 1965 fusionerade Titan A/S med den största konkurrenten Thrige A/S. Det nya bolaget, Thrige-Titan A/S flyttade huvudkontoret till Odense. Delar av företaget avknoppades senare till bland andra ASEA och Kone. Generatorverksamheten fortsätter under namnet T-T Electric.